# Fresnay-le-Comte
Pour les articles homonymes, voir Fresnay.
Fresnay-le-Comte est une commune française située dans le département d'Eure-et-Loir en région Centre-Val de Loire.

## Géographie

### Situation

Situation géographique
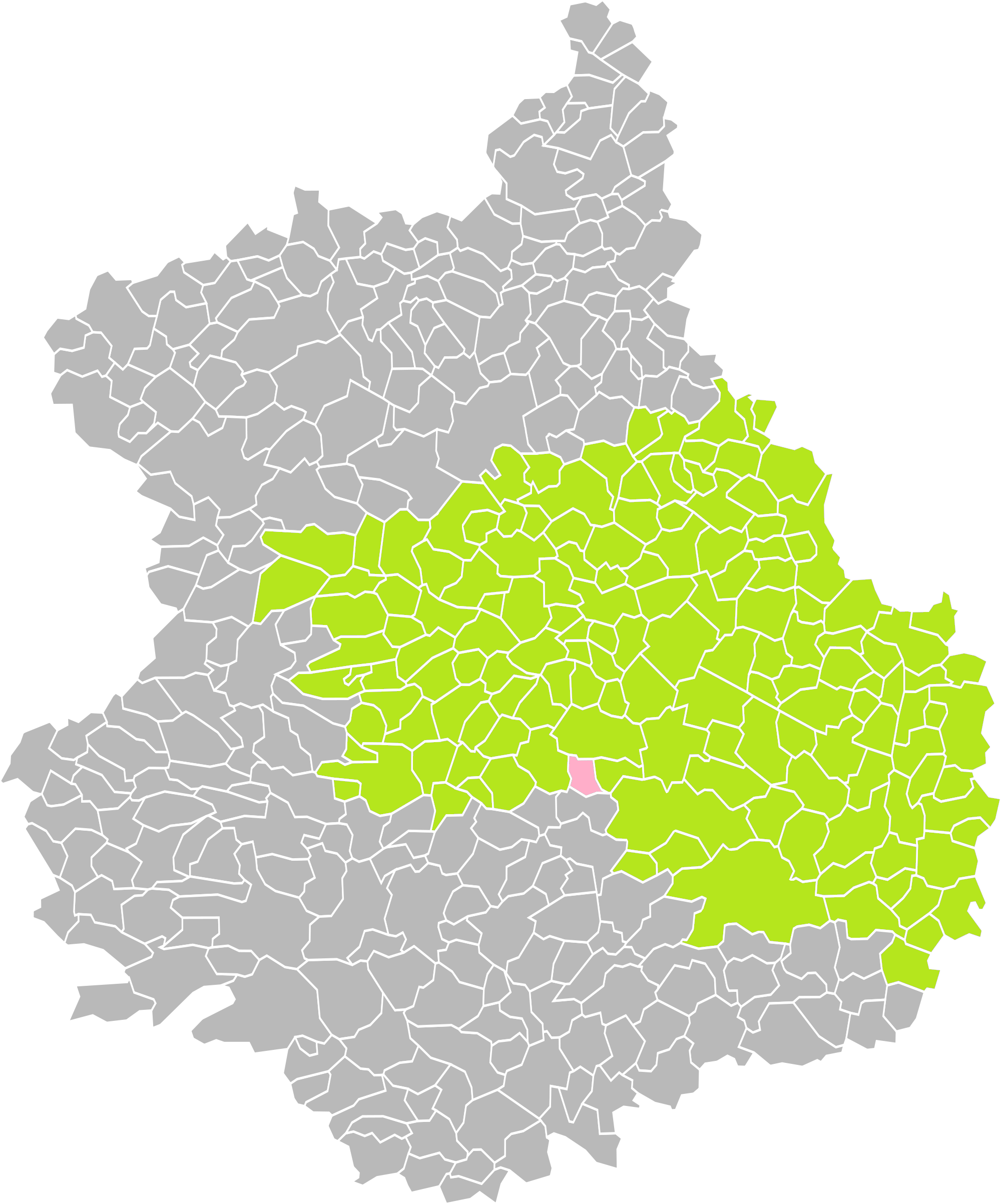
Fresnay-le-Comte dans son arrondissement.
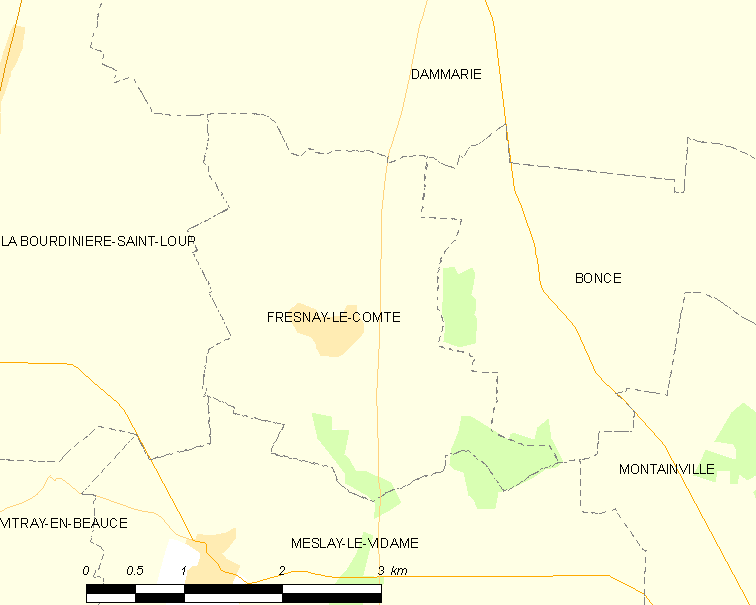
Carte de la commune de Fresnay-le-Comte.

### Communes limitrophes
|                           | Dammarie         |       |
| La Bourdinière-Saint-Loup | Fresnay-le-Comte | Boncé |
|                           | Meslay-le-Vidame |       |

### Climat
Pour des articles plus généraux, voir Climat du Centre-Val de Loire et Climat d'Eure-et-Loir.
En 2010, le climat de la commune est de type climat océanique dégradé des plaines du Centre et du Nord, selon une étude du CNRS s'appuyant sur une série de données couvrant la période 1971-2000. En 2020, Météo-France publie une typologie des climats de la France métropolitaine dans laquelle la commune est exposée à un climat océanique altéré et est dans la région climatique  Sud-ouest du bassin Parisien, caractérisée par une faible pluviométrie, notamment au printemps (120 à 150 mm) et un hiver froid (3,5 °C). 
Pour la période 1971-2000, la température annuelle moyenne est de 10,5 °C, avec une amplitude thermique annuelle de 15 °C. Le cumul annuel moyen de précipitations est de 636 mm, avec 10,6 jours de précipitations en janvier et 7,5 jours en juillet. Pour la période 1991-2020, la température moyenne annuelle observée sur la station météorologique de Météo-France la plus proche, sur la commune de Pré-Saint-Évroult à 13 km à vol d'oiseau, est de 11,3 °C et le cumul annuel moyen de précipitations est de 592,2 mm,. Pour l'avenir, les paramètres climatiques de la commune estimés pour 2050 selon différents scénarios d'émission de gaz à effet de serre sont consultables sur un site dédié publié par Météo-France en novembre 2022.

## Urbanisme

### Typologie
Au 1er janvier 2024, Fresnay-le-Comte est catégorisée commune rurale à habitat dispersé, selon la nouvelle grille communale de densité à 7 niveaux définie par l'Insee en 2022.
Elle est située hors unité urbaine. Par ailleurs la commune fait partie de l'aire d'attraction de Chartres, dont elle est une commune de la couronne,. Cette aire, qui regroupe 117 communes, est catégorisée dans les aires de 50 000 à moins de 200 000 habitants,.

### Occupation des sols
L'occupation des sols de la commune, telle qu'elle ressort de la base de données européenne d’occupation biophysique des sols Corine Land Cover (CLC), est marquée par l'importance des territoires agricoles (89,5 % en 2018), une proportion sensiblement équivalente à celle de 1990 (89,7 %). La répartition détaillée en 2018 est la suivante : 
terres arables (89,5 %), forêts (7,2 %), zones urbanisées (3,3 %). L'évolution de l’occupation des sols de la commune et de ses infrastructures peut être observée sur les différentes représentations cartographiques du territoire : la carte de Cassini (XVIIIe siècle), la carte d'état-major (1820-1866) et les cartes ou photos aériennes de l'IGN pour la période actuelle (1950 à aujourd'hui).

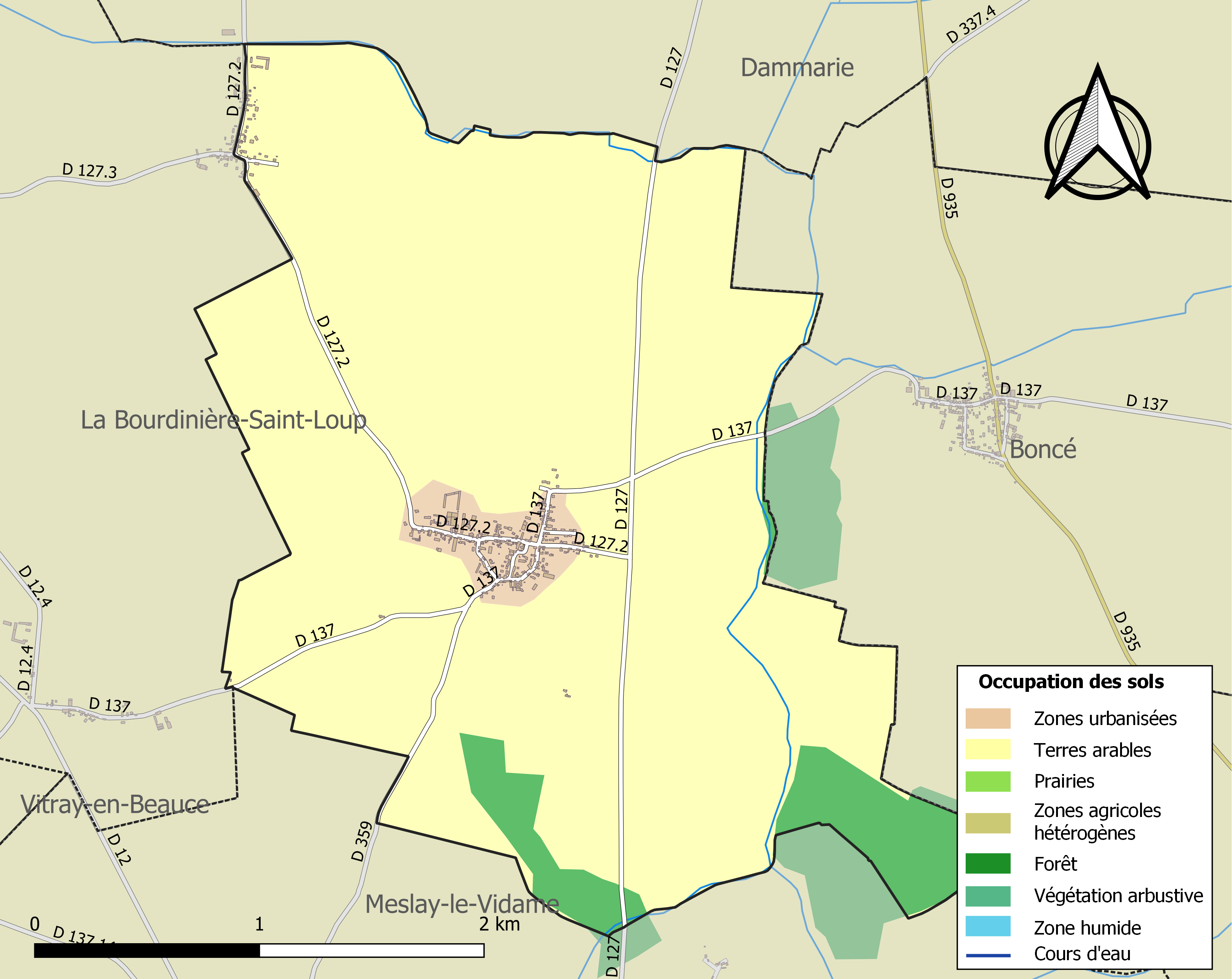
Carte des infrastructures et de l'occupation des sols de la commune en 2018 (CLC).

### Risques majeurs
Le territoire de la commune de Fresnay-le-Comte est vulnérable à différents aléas naturels : météorologiques (tempête, orage, neige, grand froid, canicule ou sécheresse), inondations, mouvements de terrains et séisme (sismicité très faible). Il est également exposé à un risque technologique, le transport de matières dangereuses. Un site publié par le BRGM permet d'évaluer simplement et rapidement les risques d'un bien localisé soit par son adresse soit par le numéro de sa parcelle.

#### Risques naturels
Certaines parties du territoire communal sont susceptibles d’être affectées par le risque d’inondation par débordement de cours d'eau, notamment La commune a été reconnue en état de catastrophe naturelle au titre des dommages causés par les inondations et coulées de boue survenues en 1999,.

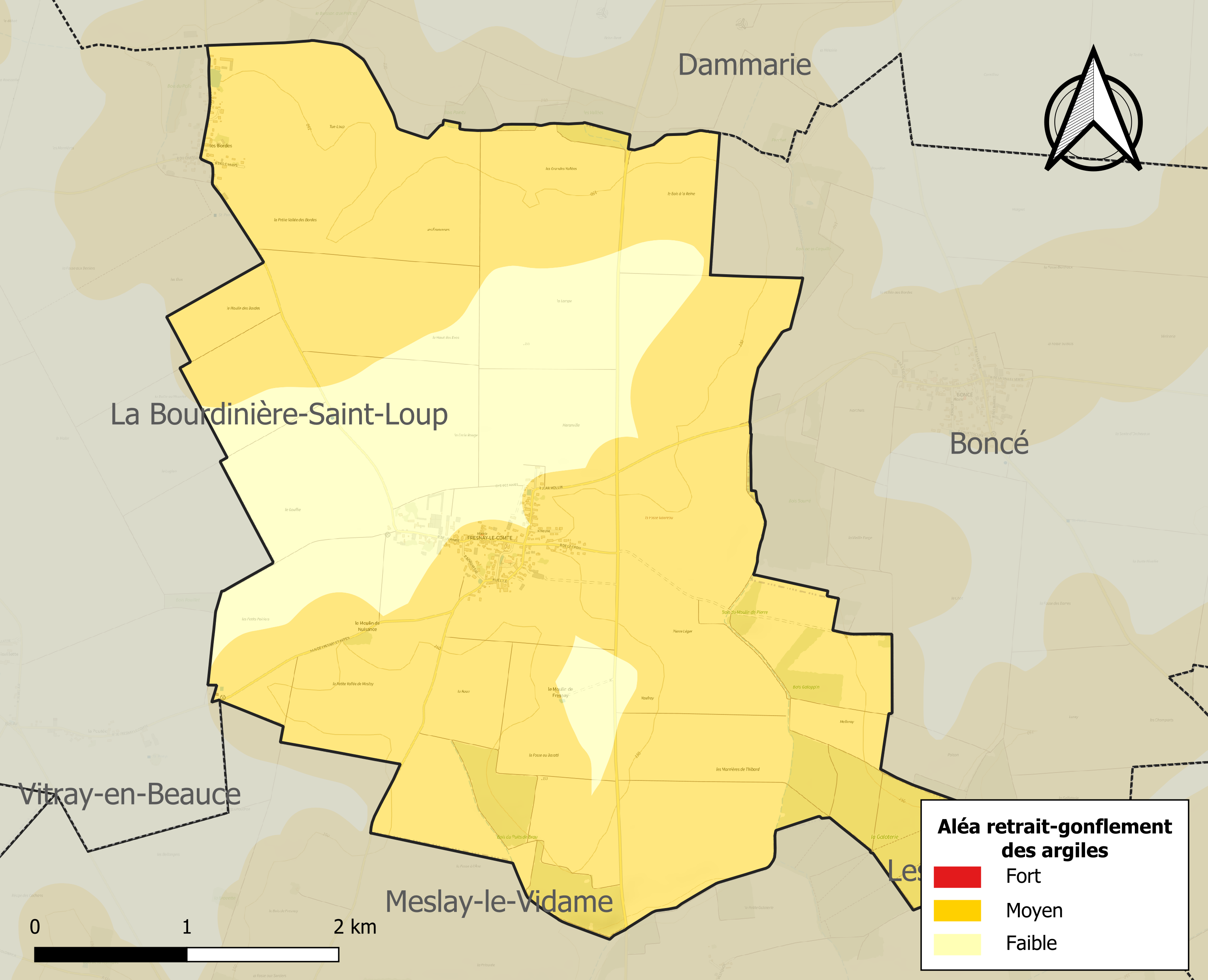
Carte des zones d'aléa retrait-gonflement des sols argileux de Fresnay-le-Comte.

Les mouvements de terrains susceptibles de se produire sur la commune sont des mouvements de sols liés à la présence d'argile, des affaissements et effondrements liés aux cavités souterraines (hors mines) et des effondrements généralisés. L'inventaire national des cavités souterraines permet de localiser celles situées sur la commune.
Le retrait-gonflement des sols argileux est susceptible d'engendrer des dommages importants aux bâtiments en cas d’alternance de périodes de sécheresse et de pluie. 76,6 % de la superficie communale est en aléa moyen ou fort (52,8 % au niveau départemental et 48,5 % au niveau national). Sur les 142 bâtiments dénombrés sur la commune en 2019, 123 sont en aléa moyen ou fort, soit 87 %, à comparer aux 70 % au niveau départemental et 54 % au niveau national. Une cartographie de l'exposition du territoire national au retrait gonflement des sols argileux est disponible sur le site du BRGM,.
Concernant les mouvements de terrains, la commune a été reconnue en état de catastrophe naturelle au titre des dommages causés par la sécheresse en 1989 et par des mouvements de terrain en 1999.

#### Risques technologiques
Le risque de transport de matières dangereuses sur la commune est lié à sa traversée par des infrastructures routières ou ferroviaires importantes ou la présence d'une canalisation de transport d'hydrocarbures. Un accident se produisant sur de telles infrastructures est en effet susceptible d’avoir des effets graves au bâti ou aux personnes jusqu’à 350 m, selon la nature du matériau transporté. Des dispositions d’urbanisme peuvent être préconisées en conséquence.

## Toponymie
Le plus ancien document qui fasse mention de Fresnay-le-Comte date de 1160 (Fresneim, ch. de la léproserie du Grand Beaulieu). On constate ensuite "Fraxinetum" en 1185 (ch. du chapitre de Chartres), "Fresneium-Comitis" en 1250 (pouillé), "Fresné-le-Comte" en 1533 (mot. de Luplanté), "Fresnayum-Comitis" en 1626 (pouillé) puis "Saint-Martin de Fresnay-le-Comte" en 1736 (pouillé).
Fraxinetum en 1185, issu du latin fraxinus, « frêne ».

## Histoire
La commune de Fresnay-le-Comte est traversée par la voie romaine Chartres-Blois par Varize, qui traverse notamment Morancez, Dammarie et Le Gault-Saint-Denis par l'actuelle route départementale D127. Sa proximité avec cette voie romaine laisse à penser que les origines du village sont très lointaines. En effet, de nombreuses villas gallo-romaines à vocation agricole se tenaient de part et d'autre de cette route, tout en se tenant à distance (exemple : Andeville, Varennes, Auvilliers...).

Apparaît dans les archives le hameau de Harainville ("Haireni-villa") sur la commune de Fresnay-le-Comte. Ce dernier est désormais disparu et se situe au nord-est du village en bordure de la voie romaine. Un document ancien précise qu'en 949, une église s'y trouvait mais son état d'abandon était total au XVIIe siècle : 

« Le mardy 16 jour de 1610, il fist un merveilleux temps se consommant en eaux et en fort grand vent qui fut fort véhément. Il abattit le clocher. Vray qu'il estoit fort gasché de pourriture »

.
L'existence d'un moulin en pierre apparaît au début du XVe siècle : le 8 décembre 1492, bail par le prieuré de l'église Saint-Martin-au-Val de Chartres d’une tour de pierre entre Fresnay-le-Comte et Boncé « où souloit estre ung moulin à vent, qui fut bruslé par les guerres dès 60 ans à... » (à noter les campagnes des Anglais dans l’Orléanais, la Beauce chartraine et le Gâtinais de 1421 à 1428, époque de Jeanne d'Arc).
Ce moulin dit Moulin de Pierre n'existe plus aujourd'hui et se situait à l'est de Fresnay-le-Comte, à mi-chemin avec Boncé. De grosses roches en indique encore son emplacement.
En 1487, le curé de la paroisse de Fresnay-le-Comte était Jean Denis.
Durant la Révolution française, le nom de la commune fut modifié pour devenir Fresnay-le-Peuple en 1792, Fresnay-les-Cailloux en 1793 dans le but de supprimer la référence à l'Ancien Régime. L'arrivée au pouvoir de Napoléon permit à la commune de retrouver son nom original, à savoir Fresnay-le-Comte.
La topographie révèle l'existence d'anciens moulins à vent (moulin des Nuisances, moulin des Bordes, moulin de Fresnay).
En 1916, la commune comptait encore un moulin à vent à pivot avec ailes en toiles.

## Politique et administration

### Liste des maires
| Période                                  | Période  | Identité       | Étiquette | Qualité                             |
| ---------------------------------------- | -------- | -------------- | --------- | ----------------------------------- |
| 1988                                     | ?        | Philippe Chevé | SE        |                                     |
| Mars 2001                                | En cours | Gilles Péan,   |           | Agriculteur sur petite exploitation |
| Les données manquantes sont à compléter. |          |                |           |                                     |

## Population et société

### Démographie
L'évolution du nombre d'habitants est connue à travers les recensements de la population effectués dans la commune depuis 1793. Pour les communes de moins de 10 000 habitants, une enquête de recensement portant sur toute la population est réalisée tous les cinq ans, les populations de référence des années intermédiaires étant quant à elles estimées par interpolation ou extrapolation. Pour la commune, le premier recensement exhaustif entrant dans le cadre du nouveau dispositif a été réalisé en 2005.

En 2022, la commune comptait 286 habitants, en évolution de −13,33 % par rapport à 2016 (Eure-et-Loir : −0,23 %, France hors Mayotte : +2,11 %).
| 1793 | 1800 | 1806 | 1821 | 1831 | 1836 | 1841 | 1846 | 1851 |
| ---- | ---- | ---- | ---- | ---- | ---- | ---- | ---- | ---- |
| 400  | 409  | 444  | 437  | 483  | 443  | 454  | 441  | 450  |

| 1856 | 1861 | 1866 | 1872 | 1876 | 1881 | 1886 | 1891 | 1896 |
| ---- | ---- | ---- | ---- | ---- | ---- | ---- | ---- | ---- |
| 443  | 415  | 412  | 381  | 379  | 385  | 395  | 398  | 350  |

| 1901 | 1906 | 1911 | 1921 | 1926 | 1931 | 1936 | 1946 | 1954 |
| ---- | ---- | ---- | ---- | ---- | ---- | ---- | ---- | ---- |
| 301  | 329  | 331  | 301  | 295  | 277  | 263  | 275  | 251  |

| 1962 | 1968 | 1975 | 1982 | 1990 | 1999 | 2005 | 2006 | 2010 |
| ---- | ---- | ---- | ---- | ---- | ---- | ---- | ---- | ---- |
| 257  | 246  | 265  | 261  | 308  | 317  | 321  | 318  | 347  |

| 2015 | 2020 | 2022 | - | - | - | - | - | - |
| ---- | ---- | ---- | - | - | - | - | - | - |
| 334  | 294  | 286  | - | - | - | - | - | - |

## Culture locale et patrimoine

### Lieux et monuments

#### Église Saint-Martin
L'église Saint-Martin date du XIIe siècle, son existence étant mentionnée dans une charte de Renaud de Mousson, évêque de Chartres, définissant les possessions de l'abbaye de Marmoutier (Tours).
L'église abrite une cloche fondue en 1739, classée monument historique en 1943.

#### Autres lieux et monuments
- Salle des fêtes.